# David Lister (historiador)
David Lister (Grimsby, Lincolnshire, 18 de abril de 1930 – 13 de febrero de 2013) fue un historiador de la papiroflexia reconocido como una autoridad en esta área. Fue miembro fundador de la Sociedad Británica de Papiroflexia, redactor de su constitución y su primer presidente.

## Biografía
Nacido en Grimsby, Lincolnshire, Lister se educó en la escuela estatal de Grimsby antes de obtener el grado en historia por el Downing College de la Universidad de Cambridge. Más tarde trabajó como abogado en Grimsby.
Lister tuvo tres hijos y seis nietos.

## Relación con la papiroflexia
Lister se interesó por la papiroflexia desde joven, pero se aficionó a ella en 1955 tras ver al mago Robert Harbin en el programa televisivo infantil Mr. Left and Mr. Right. Mantuvo correspondencia con Lillian Oppenheimer y se hizo miembro de la Origami Portfolio Society, fundada en 1965.
En 1967 fue miembro fundador de la Sociedad Británica de Papiroflexia y su primer presidente, cargo que también ocupó de 1998 a 2002. A lo largo de su vida construyó una gran biblioteca que incluía 5000 artículos relacionados con la papiroflexia. Investigó la historia de la papiroflexia y mantuvo correspondencia con la mayoría de los fundadores de la papiroflexia moderna.
Tras su jubilación, adquirió gran protagonismo al involucrarse cada vez más en la papiroflexia y en la Sociedad Británica de Papiroflexia. Se le consideraba una autoridad mundial en la cultura y la historia de esta especialidad, y contribuía con artículos sobre la historia de la papiroflexia en revistas de todo el mundo.
También se interesó por las figuras de cuerda, las matemáticas recreativas, la heráldica y la cerámica china, entre otras cosas. La biblioteca que reunió sobre sus diversos intereses llegó a tener un tamaño final de más de 25 000 volúmenes.